# Steve Trumbo
Esteban Dale Trumbo Hawkes, conocido como Steve Trumbo, es un exbaloncestista estadounidense y doble nacionalidad española que desarrolló su carrera deportiva en la década de los ochenta. 
Nació en Los Ángeles (Estados Unidos) el 20 de mayo de 1960. Medía 2,06 metros y jugaba como pívot. Destacaba por su gran capacidad reboteadora (fue dos veces el máximo reboteador de la Liga ACB), y su enorme capacidad de sacrificio, especialmente en tareas defensivas.
Formado en la Brigham Young University, con la que disputó la liga universitaria de Estados Unidos, en 1982 fue elegido en los "drafts" de la NBA, en la tercera ronda (número 49) por Utah Jazz. Sin embargo no llegó a debutar en la NBA y fichó por los Ohio Mixers de la CBA, donde jugó una temporada antes de emigrar a España, donde llegó en 1983 y desarrollaría toda su carrera profesional.
Sus dos primeras temporadas en España, en las filas del Fórum Valladolid, fueron muy buenas, llegando a conseguir la distinción de máximo reboteador de la Liga ACB en dos temporadas consecutivas.
En 1985 fichó por el FC Barcelona, donde militó siete temporadas entre 1985 y 1992, y consiguió sus mayores éxitos: ganó 4 Ligas ACB, 3 Copas del Rey y una Copa Príncipe de Asturias.

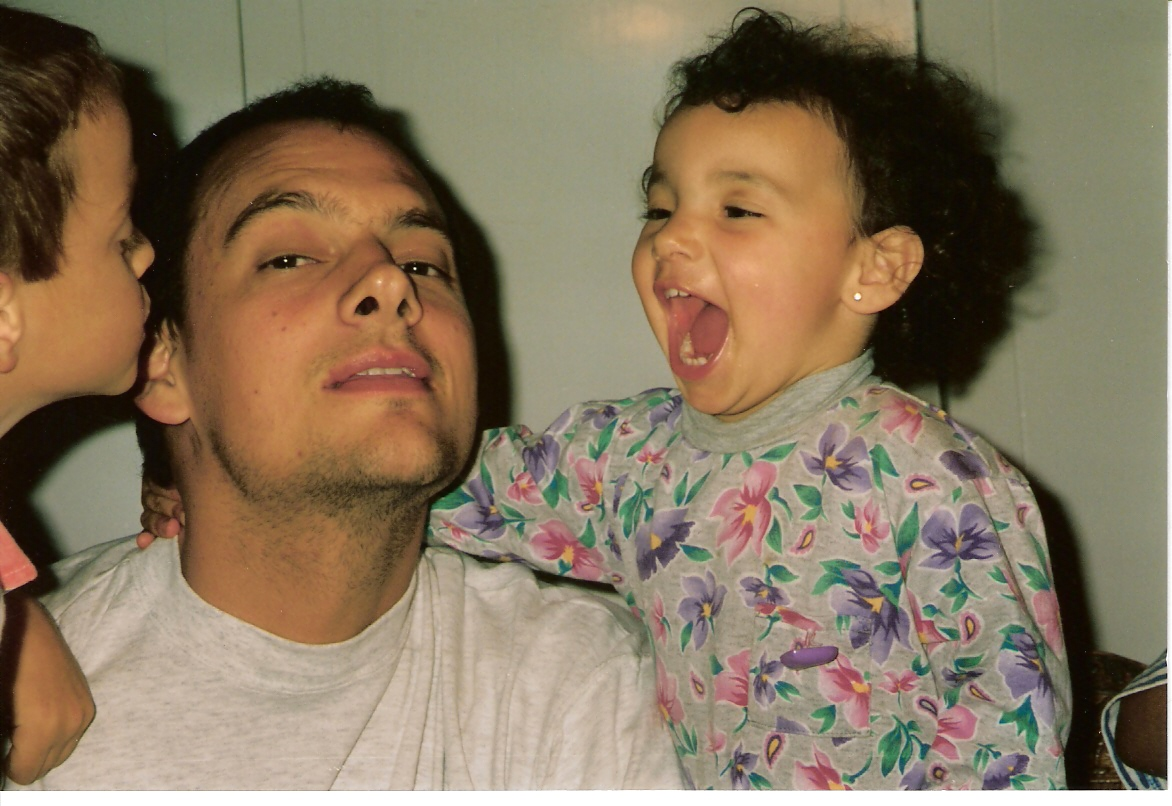
Steve Trumbo con sus hijos

En 1992 fichó por el Caja San Fernando de Sevilla donde jugó sus dos últimas temporadas como jugador en activo.
En 1994 se retiró y emprendió su carrera como entrenador. 
Una de sus características únicas de juego era que tenía tan mecanizado el tiro libre que los lanzaba con los ojos cerrados

## Clubes como jugador
- High School: El Modena de Orange, California (Estados Unidos): hasta 1978.
- Brigham Young University (NCAA) (Estados Unidos): 1978-1982.
- Ohio Mixers (CBA) (Estados Unidos): 1982-1983.
- Fórum Valladolid (España): 1983-1985.
- FC Barcelona (España): 1985-1992.
- Caja San Fernando de Sevilla (España): 1992-1994.

## Palmarés como jugador

### Títulos nacionales de Club
- 4 Liga ACB: 1987, 1988, 1989 y 1990.
- 3 Copa del Rey:  1987, 1988, 1991.
- 1 Copa Príncipe de Asturias: 1987-1988.
- 1 Recopa de Europa:  1986.
- 1 Copa Korac: 1987.

### Consideraciones personales
- 2 veces "Máximo reboteador" de la Liga ACB, militando en el Forum Valladolid: 1983-1984 (329 rebotes) y 1984-1985 (403 rebotes).

## Clubes como entrenador
- Chapman University (NCAA): 1994-1995. Entrenador ayudante de Mike Bobosky.
- Brigham Young University Hawaii (NAIA): 1995-1997. Entrenador ayudante de Ken Wagner.
- Southern California University (NCAA): 1997-1998. Entrenador ayudante de Henry Bibby.
- FC Barcelona: 1998-2000. Entrenador ayudante de Aíto García Reneses.
- FC Barcelona B (Liga EBA): 2000-2001. Primer entrenador.